# Sam Hui
Samuel Hui Koon-kit, mais conhecido como Sam Hui (Hong Kong, 6 de setembro de 1948), é um ator e cantor de cantopop de Hong Kong. Hui é considerado por alguns o primeiro super astro do Cantopop, sendo conhecido como "Deus da Canção".